# Eugenia Sacerdote de Lustig
Eugenia Sacerdote de Lustig (Turim, 6 de novembro de 1910 - Buenos Aires, 27 de novembro de 2011) foi uma  bióloga e química italiana.
Foi a primeira a demonstrar o uso da vacina poliomelítica na Argentina. Foi pesquisadora emérita do CONICET e da UBA, pioneira na técnica do cultivo de tecidos no país, que introduziu em 1943, e iniciadora no  Instituto Roffo na área de pesquisa em oncologia.

## Obras
- De los Alpes al Río de la Plata, editoria Leviatán, 2005.